# Xiaolin Chronicles
Xiaolin Chronicles es una serie animada de televisión/CG canadiense y secuela de serie de Warner Bros, Xiaolin Showdown. La serie se estrenó el 26 de agosto de 2013, con tres episodios regresivos para servir como una vista previa. La serie completa se estrenó el 14 de septiembre de 2013 y en Latinoamérica dio su estreno el 1 de julio de 2014.

## Producción
Producido enteramente en Canadá con Christy Hui regresa como productora ejecutiva, el espectáculo está animado en animación 2D, mientras CGI fue utilizado para todas las escenas de los duelos xiaolin. El espectáculo cuenta con nuevos diseños de los personajes y un logotipo ligeramente alterada para el show. Con la excepción de Tara Strong (Omi, Ping Pong) y Jennifer Hale (Minina, Willow), todo el elenco original de la voz fue reemplazado por el espectáculo que una producción francesa/canadiense. Todo los Shen Gong Wu de la serie original tuvieron que ser renombrados porque Warner Bros. aún posee los títulos y derechos sobre los nombres.
El 28 de enero de 2014 se anunció que se produciría una segunda temporada para Xiaolin Chronicles.

## Argumento
Omi, Raimundo, Kimiko, y Clay se han elevado recientemente al rango de Guerreros Shoku, donde se tienen que seguir con su deber de encontrar y recoger todos los objetos de los poderes místicos, los Shen Gong Wu, antes de que lo hagan las fuerzas del mal. A ellos se une un recluta de Europa llamado Ping Pong que compite con una misteriosa chica llamada Willow para el cargo de aprendiz Xiaolin. A través de los acontecimientos del piloto de la serie, los monjes se enteran de que Willow es malvada, y es aprendiz del señor de la guerra, el formidable Heylin Chase Young. Ella y Chase derriban el templo y toman todos los Shen Gong Wu. Con su templo destruido, los monjes tienen que buscar uno nuevo, mientras que todavía están tratando de recoger todos los Shen Gong Wu y proteger al mundo de la talla de Chase Young y el malvado Jack Spicer.

## Personajes
- Omi (voz de Tara Strong)- Omi es el Dragón Xiaolin del Agua. Su Shen Gong Wu elemental es la Esfera de Torpedo y su ataque principal es "Shoku Neptuno Agua" lo que le permite controlar y manipular el agua. Él tiene un ego muy grande y tiende a creerse mejor que los demás. Él es el más experto de los monjes Xiaolin como él ha estado entrenando desde que era un bebé. Esto a veces le hace presumir y despreciar a otros, y cuando alguien hace algo mejor que él, por lo general se pone celoso y trata de superar a esa persona. Debido a su crianza protegida, que es un poco machista, y él tiene una inclinación por la interpretación errónea de la jerga moderna y modismos.

- Kimiko Tohomiko (voz de Jennifer Hale)- Kimiko es de Tokio, Japón y es la Xiaolin Dragón de Fuego. Su Shen Gong Wu elemental es la Estrella Kanabi y su ataque principal es "Shoku Marte Fuego", con la que puede invocar grandes bolas de fuego ardiendo. Kimiko odia que le hace sentir incompetente o insignificante, y es bien conocido por ser de mal genio y testaruda. A pesar de esto, ella es muy compasiva y afectuosa con sus amigos. Los intereses de Kimiko incluyen la tecnología y la moda.

- Raimundo Pedrosa (voz de Eric Bauza)- Raimundo es oriundo de Río de Janeiro, Brasil y es el Dragón Xiaolin del Viento. Su Shen Gong Wu elemental es la Espada de Lucida y su ataque principal es "Shoku Astro Viento", lo que le permite volar y mandar a volar, literalmente, a sus enemigos lejos. Raimundo es perezoso, impulsivo y propenso a tomar decisiones precipitadas; sin embargo, él es un excelente estratega y se preocupa profundamente por aquellos a los que considera sus amigos. Fue el primero en convertirse en guerrero Shoku y ser líder del equipo, aunque no cumple muy bien este último deber.

- Clay Bailey (voz de David Kaye)- proviene de Texas y es el Dragón Xiaolin de la Tierra. Él se demuestra que es suave a pesar de su gran tamaño y con frecuencia puede llegar a soluciones sencillas a problemas complicados. El Shen Gong Wu elemental de Clay es el Puño del Oso de Hierro, y utiliza su ataque "Shoku Júpiter Tierra" para crear fisuras o destrozar rocas. Él es también el propietario de un talismán que puede convocar a un caballo mágico llamado "Trueno", aunque este talismán fue posteriormente dado a la princesa Kalia.

- Ping Pong (voz de Tara Strong)- Ping Pong es el primer personaje nuevo introducido en esta serie. Ping Pong se asemeja a Omi, pero más joven y lleva grandes gafas verdes. Él es el quinto monje elegido en el Templo Xiaoin como el Dragón Xiaolin del elemento Madera. Su nombre de nacimiento es "Boris Antonio Rolf Jean-Pierre Gaulle LeGrand IV". Debido a su largo nombre, Omi decide llamarlo "Ping Pong". Como su protegido, Omi se refiere al Ping Pong como su "pequeño geko". En su historia de fondo, Ping Pong creció en Europa como chico de los recados y su pronta entrega de mensajes a los monasterios de toda Europa. Pronto fue inspirado por las leyendas de los monjes Xiaolin audición y decide unirse a ellos en sus aventuras. Sus principales habilidades son su velocidad de carrera y se mueve rápido.

- Dojo Kanojo Cho (voz de Michael Donovan)- Un Dragón chino de tamaño cambiante. Él sirve como medio de transporte y asesor ocurrente principal de los Guerreros Xiaolin.

- Maestro Fung (voz de Michael Donovan)- Un viejo maestro racional de los guerreros Xiaolin, instructor y guía. Él llena a los guerreros Xiaolin de su sabiduría que puede ayudarlos a resolver sus problemas.

### Villanos
- Chase Young (voz de David Kaye)- El malvado guerrero inmortal que puede transformarse en un horrible dragón como la criatura. Renueva su deseo de destruir a los monjes Xiaolin y crear un imperio Heylin.

- Sombra/Willow (voz de Jennifer Hale)- Sombra es el segundo personaje nuevo introducido en esta serie. Ella es una espía oscura que trabaja para Chase Young. Cuando los monjes Xiaolin la conocieron, ella se reveló como una chica normal llamada Willow. Ella y Ping Pong compitieron por el primer lugar de aprendiz Xiaolin, así como la atención de Omi. Kimiko comenzó a sospechar de ella y, finalmente, se descubrió su identidad secreta como Shadow. Ella tiene la capacidad de ocultarse en las sombras y se comunica telepáticamente con Chase Young.

- Wuya (voz de Cree Summer)- La bruja Heylin que una vez fue el ser más poderoso y el mal en el universo. Ella fue derrotada por el Gran Maestro Dashi en el primer Duelo Xiaolin y encarcelada en un muelle contenido dentro de una caja de rompecabezas. 1500 años más tarde por Jack Spicer la libera, Wuya lo necesita para recoger los Shen Gong Wu de Dashi para gobernar el mundo una vez más y sumir al mundo en 10.000 años de oscuridad. Ella intimida a Jack con frecuencia, como diciéndole que "luchas como una niña" y llamándolo "idiota" y "vergüenza para el mal en todas partes".

- Jack Spicer (voz de Eric Bauza)- Un autoproclamado "Chico Genio Maligno" y aspirante a gobernador del mundo. Jack es en gran parte incompetente y un poco torpe, aunque él es persistente y nunca pierde de vista sus objetivos. A menudo se refiere a sí mismo como un "mal empresario."

- Minina (voz de Jennifer Hale)- Una Chica-gato y uno de los aliados de Jack Spicer.

- Tubbimura (voz de Eric Bauza)- Un excesivo de peso, pero ágil Ninja y uno de los aliados de Jack Spicer.

- Rosquillita (voz de Tara Strong)- La mascota de Tubbimura, es un perrito Chihuahua y siempre lo acompaña para pelear.

- Cíclope - Un gigante de un solo ojo y uno de los aliados de Jack Spicer.

- Tiny Sim / Weaselnator (voz por Tara Strong)- Un villano joven aspirante que idolatraba a Jack, tratando de ser aprendiz bajo el genio del mal. Sin embargo, una vez que adquirió el Rooster Booster Shen Gong Wu, traicionó a Jack y disuelve su nave pareja. Antes de conocer a Jack, Tiny Sim fue el presidente y administrador de la línea Jack Fanclub.

- Pandabubba (voz de Eric Bauza)- Un hombre panda con aspecto de señor del crimen.

- Salvador Cumo (voz de David Kaye)- Un criminal encantador, pero intrigante que puede transformarse en un dragón de Komodo y regenerar miembros perdidos. Él fue una vez aliado de Wuya y parece tener algún tipo de conexión misteriosa a Chase Young.

- Warden (voz de Eric Bauza)- Un demente Game Show Host convocado por Chase Young para mantener a los monjes Xiaolin de la obtención de la máscara de The Green Monkey.

## Episodios
| Temporada | Temporada | Episodios | Estados Unidos       | Estados Unidos     | Latinoamérica      | Latinoamérica         |
| Temporada | Temporada | Episodios | Estreno              | Final              | Estreno            | Final                 |
| --------- | --------- | --------- | -------------------- | ------------------ | ------------------ | --------------------- |
|           | 1         | 26        | 26 de agosto de 2013 | 1 de julio de 2015 | 1 de julio de 2014 | 29 de octubre de 2014 |

## Principales actores de voz
- Eric Bauza - Raimundo Pedrosa, Jack Spicer, Tubbimura, PandaBubba, Gran Maestro Dashi, Warden
- Michael Donovan - Dojo Kanojo Cho, Maestro Fung
- Jennifer Hale - Kimiko Tomohiko, Ashley (Minina), Sombra, Princesa Kaila
- David Kaye - Clay Bailey, Chase Young, Salvador Cumo, Rocco
- Tara Strong - Omi, Ping Pong, Rosquillita, Tiny Sim
- Cree Summer - Wuya, Tigress (Tomoko)

## Personal
- Collette Sunderman - Director de voz